# 中国商务区联盟
中国商务区联盟（英語：China CBD Alliance），是中国国内各城市中央商务区之间的联系交流机构和合作平台。2010年10月由北京商务中心区、上海虹桥商务区、重庆解放碑中央商务区等12个城市商务区发起成立，秘书处设在北京，现任主席为龙永图。截至2020年，该联盟共有26个会员单位，每年召开一次联盟年会，由各会员单位轮流举办。

## 历史
2009年，在第十届北京CBD国际商务节期间，来自国内9个城市、共11个商务区的代表，就成立“中国商务区联盟”达成了一致意见。2010年10月29日，中国商务区联盟在2010年北京CBD国际商务节期间成立，来自中国12个商务区的代表共同讨论了《中国商务区联盟章程》。

## 会员单位

### 发起单位
- 北京商务中心区
- 上海虹桥商务区
- 上海静安中央商务区
- 重庆解放碑中央商务区
- 大连（人民路）中央商务区
- 杭州钱江新城中央商务区
- 杭州（武林）中央商务区
- 沈阳金融商贸开发区
- 深圳福田中央商务区
- 天津滨海新区中心商务区
- 天津河西商务中心区
- 武汉中央商务区

### 后续加入
- 广州天河中央商务区[2]、珠海十字门中央商务区（2011年）
- 宁波南部商务区[3]、西安长安路中央商务区、长沙芙蓉中央商务区[4]（2012年）
- 郑州郑东新区中央商务区、南宁金湖中央商务区（2014年）[5]
- 银川阅海湾中央商务区[6]（2017年）
- 广州琶洲互联网创新集聚区[7]、重庆江北嘴中央商务区（2018年）
- 上海陆家嘴金融城、北京通州运河商务区、四川天府中央商务区（2019年）
- 济南中央商务区（2020年）[8]

## 相关链接
- 世界商务区联盟